# Meddersheim
Meddersheim è un comune di 1 317 abitanti della Renania-Palatinato, in Germania.
Appartiene al circondario (Landkreis) di Bad Kreuznach (targa KH) ed è parte della comunità amministrativa (Verbandsgemeinde) di Nahe-Glan.
Il territorio comunale è bagnato dalle acque del fiume Nahe, affluente diretto del Reno.